# Bosquerola caranegra
La bosquerola caranegra (Basileuterus melanogenys) és una espècie d'ocell de la família dels parúlids (Parulidae). Habita la selva humida i altres formacions boscoses de les muntanyes de Costa Rica i l'oest de Panamà.